# Giovanni Mantovani
Giovanni Mantovani (ur. 5 lutego 1955 w Gudo Visconti) – włoski kolarz torowy i szosowy, srebrny medalista torowych mistrzostw świata.

## Kariera
Największy sukces w karierze Giovanni Mantovani osiągnął w 1980 roku, kiedy zdobył srebrny medal w wyścigu punktowym zawodowców podczas mistrzostw świata w Besançon. W zawodach tych wyprzedził go jedynie Belg Constant Tourné, a trzecie miejsce zajął Heinz Betz z RFN. Mantovani startował także w wyścigach szosowych, zwyciężając między innymi w klasyfikacji generalnej Giro di Puglia w 1984 roku. W 1980 roku był drugi w klasyfikacji punktowej Giro d'Italia, a rok później zajął trzecie miejsce. Nigdy nie startował na igrzyskach olimpijskich.